# Bosnië en Herzegovina op het Eurovisiesongfestival 2001
Bosnië en Herzegovina nam deel aan het Eurovisiesongfestival 2001 in Kopenhagen, Denemarken. Het was de 7de deelname van het land op het Eurovisiesongfestival. De artiest werd gekozen door een nationale finale. BHRT was verantwoordelijk voor de Bosnische bijdrage voor de editie van 2001.

## Selectieprocedure
De artiest voor deze editie werd via een nationale finale gekozen. Deze finale werd gehouden op 10 maart in Sarajevo en werd gepresenteerd door Selma Alispahic en Darko Gutovic. Er deden 19 liedjes mee. De winnaar werd gekozen door 8 regionale jury's.
| Volgorde | Artiest                                 | Lied                  | Punten | Plaats |
| -------- | --------------------------------------- | --------------------- | ------ | ------ |
| 1        | Al' Dino                                | "Sve ti oprastam"     | 65     | 2      |
| 2        | Ruzica Cavic                            | "Oprosti mi"          | 64     | 3      |
| 3        | Ljiljana Galic-Lily                     | "Ginem za tobom"      | 45     | 15     |
| 4        | Fuad Backovic                           | "10 miliona ljubavi"  | 60     | 7      |
| 5        | Tatjana Vidojevic                       | "Pronadji me"         | 31     | 19     |
| 6        | Narcis Vucina                           | "Sloboda"             | 46     | 13     |
| 7        | Zeljka Katavic-Pilj & Nesib Delibegovic | "Vrati sjecanja"      | 43     | 17     |
| 8        | Mija Martina                            | "Nista mi ne moze"    | 55     | 11     |
| 9        | Mugdim Avdic-Henda                      | "Stara vremena"       | 46     | 13     |
| 10       | El' vana                                | "Evo vam sve"         | 59     | 9      |
| 11       | Punkt                                   | "No language"         | 56     | 10     |
| 12       | Andrej Pucarevic                        | "Prica se"            | 47     | 12     |
| 13       | Biljana Matic                           | "Vrijeme je"          | 63     | 4      |
| 14       | Nino Pršeš                              | "Hano"                | 69     | 1      |
| 15       | Nikolina & Davor                        | "Mustafa"             | 37     | 18     |
| 16       | Boris Rezak                             | "Ja vjerujem"         | 61     | 5      |
| 17       | Elvira Rahic                            | "Ljubav je kao vatra" | 45     | 15     |
| 18       | Amila Glamocak                          | "Ljubi me sad"        | 61     | 5      |
| 19       | Davor Ebner & Gruntibugli               | "Ko mi te uze"        | 60     | 7      |

## In Kopenhagen
In Denemarken moest Bosnië en Herzegovina optreden als 3de, net na IJsland en voor Noorwegen.
Op het einde van de puntentelling bleek dat ze op een 14de plaats waren geëindigd met 29 punten.
België nam niet deel in 2001 en Nederland had geen punten over voor deze inzending.

### Gekregen punten

#### Finale
| 12 punten | 10 punten | 8 punten | 7 punten                | 6 punten |
| --------- | --------- | -------- | ----------------------- | -------- |
|           | - Kroatië |          | - Denemarken - Slovenië |          |
| 5 punten  | 4 punten  | 3 punten | 2 punten                | 1 punt   |
|           | - Zweden  |          |                         | - Malta  |

### Punten gegeven door Bosnië-Herzegovina

#### Finale
Punten gegeven in de finale:
| 12 punten | Frankrijk   |
| 10 punten | Slovenië    |
| 8 punten  | Griekenland |
| 7 punten  | Kroatië     |
| 6 punten  | Israël      |
| 5 punten  | Spanje      |
| 4 punten  | Estland     |
| 3 punten  | Zweden      |
| 2 punten  | Litouwen    |
| 1 punt    | Malta       |